# Cauque mauleanum
Cauque mauleanum é uma espécie de peixe da família Atherinidae.
É endémica do Chile.